# Molybdogompha
Molybdogompha is een geslacht van vlinders van de familie spanners (Geometridae), uit de onderfamilie Ennominae.

## Soorten
- M. biseriata Warren, 1897
- M. polymygmata Dyar, 1919